# COVAX
Tiếp cận Toàn cầu Vắc-xin COVID-19 (tiếng Anh: COVID-19 Vaccines Global Access, viết tắt thành COVAX), là một kế hoạch toàn cầu nhằm phân bổ công bằng các loại vắc-xin COVID-19 do UNICEF, Liên minh Vắc-xin Gavi (trước đây là Liên minh Toàn cầu Vắc-xin và Miễn dịch, hay GAVI), Tổ chức Y tế Thế giới (WHO), Liên minh Đổi mới sáng tạo Sẵn sàng cho Dịch bệnh (CEPI) chỉ đạo. Đây là một trong ba trụ cột chính trong sáng kiến Tăng tốc Tiếp cận Các công cụ ứng phó với COVID-19 được bắt đầu vào tháng 4 năm 2020 bởi Tổ chức Y tế Thế giới (WHO), Ủy ban châu Âu và chính phủ Pháp nhằm ứng phó trước đại dịch COVID-19. COVAX được thành lập nhằm điều phối các nguồn lực quốc tế với mục đích phân bố công bằng quyền tiếp cận chẩn đoán, điều trị và vắc-xin phòng COVID-19.
Tính tới ngày 15 tháng 7 năm 2020, 165 quốc gia – đại diện cho 60% dân số thế giới – đã tham gia COVAX.

## Ứng cử viên vắc-xin
Nhiều nước được hưởng lợi từ COVAX có "quy định lưu trữ hạn chế" và phải phụ thuộc vào sự ủy quyền của WHO. Tới đầu năm 2021, WHO đã đang xem xét 11 vắc-xin COVID-19 tiềm năng cho Danh mục Sử dụng Khẩn cấp (EUL) của tổ chức này. Vắc-xin đầu tiên được WHO chấp thuận đưa vào EUL vào ngày 31 tháng 12 năm 2020 là vắc-xin COVID-19 của Pfizer–BioNTech — một loại vắc-xin RNA do BioNTech hợp tác với Pfizer phát triển, có tên nhãn hiệu là Comirnaty.
Trong một buổi họp báo vào ngày 24 tháng 8 năm 2020, WHO cho biết COVAX đang có 9 ứng cử viên vắc-xin được CEPI hỗ trợ và 9 ứng viên khác đang được thử nghiệm, giving it the largest selection of COVID-19 vaccinations in the world. Tới tháng 12, COVAX đã hoàn tất đàm phán với các nhà sản xuất khác, cho phép chương trình này tiếp cận 2 tỷ liều vắc-xin.

## Phân phối (các nước nhận)
COVAX cung cấp vắc-xin cho các nước đang phát triển. Có tổng cộng 92 nước thu nhập thấp và trung bình đủ điều kiện nhận vắc-xin COVID-19 thông qua cơ chế COVAX và Cam kết Hỗ trợ Thị trường Vắc-xin COVAX (AMC). COVAX AMC được tài trợ bằng các khoản đóng góp của các nước thành viên. COVAX AMC thành lập COVAX Facility, nền tảng thu mua vắc-xin.
Vào ngày 3 tháng 2 năm 2021, GAVI, WHO và UNICEF công bố dự báo phân bổ từng nước hai loại vắc-xin của Pfizer–BioNTech và Oxford–AstraZeneca trong nửa đầu năm 2021. Dự đoán ban đầu cho thấy 1,2 triệu liều vắc-xin Pfizer–BioNTech sẽ được phân phối trong Quý 1 năm 2021 và 336 triệu liều vắc-xin Oxford–AstraZeneca trong nửa đầu năm 2021 tới 145 nước thành viên COVAX. Dự kiến các nhân viên y tế và hầu hết các đối tượng trong nhóm dễ bị tổn thương nhất sẽ nhận những liều vắc-xin đầu tiên; các tổ chức hi vọng số lượng người nhận vắc-xin đợt đầu này sẽ đạt khoảng 3,3% tổng dân số mỗi nước tham gia trước khi kết thúc nửa đầu năm 2021.
Vào tháng 2 năm 2021, WHO và Chubb thông báo kế hoạch bồi thường không lỗi với các liều vắc-xin COVID-19 dành cho các nước thu nhập thấp và trung bình, được chi trả thông qua khoản đóng góp của các nước thành viên Gavi COVAX AMC.
Vào ngày 24 tháng 2 năm 2021, Ghana trở thành quốc gia đầu tiên trên thế giới nhận vắc-xin thông qua cơ chế COVAX, với 600.000 liều vắc-xin Oxford–AstraZeneca được vận chuyển tới Accra.
Vào ngày 1 tháng 3 năm 2021, các nhân viên tuyến đầu chống dịch và một số quan chức tại Bờ Biển Ngà trở thành những người đầu tiên được tiêm vắc-xin COVID-19 từ COVAX Facility. Hơn 500.000 liều vắc-xin COVID-19 của Oxford–AstraZeneca do Viện Huyết thanh Ấn Độ sản xuất đã được vận chuyển tới thành phố Abidjan một tuần trước đó. Số vắc-xin này được UNICEF vận chuyển từ Mumbai qua đường hàng không.
Vào ngày 5 tháng 3 năm 2021, Moldova nhận được 14.400 liều vắc-xin Oxford–AstraZeneca thông qua COVAX, là quốc gia châu Âu đầu tiên tiếp nhận vắc-xin qua chương trình này. Vài ngày trước nước này cũng đã được România tặng 21.600 liều vắc-xin cùng loại.
| Nước thành viên | SFP/AMC | AstraZeneca SII | AstraZeneca SK Bioscience | Pfizer–BioNTech | Tổng cộng |
| --------------- | ------- | --------------- | ------------------------- | --------------- | --------- |

| Ấn Độ                                | AMC | 97.164.000 | -          | -       | 97.164.000 |
| Pakistan                             | AMC | 17.160.000 | -          | -       | 17.160.000 |
| Nigeria                              | AMC | 16.008.000 | -          | -       | 16.008.000 |
| Indonesia                            | AMC | -          | 13.708.800 | -       | 13,708.800 |
| Bangladesh                           | AMC | 12.792.000 | -          | -       | 12.792.000 |
| Brazil                               | SFP | -          | 10.672.800 | -       | 10.672.800 |
| Ethiopia                             | AMC | 8.928.000  | -          | -       | 8,928.000  |
| Cộng hòa Dân chủ Congo               | AMC | 6.948.000  | -          | -       | 6.948.000  |
| México                               | SFP | -          | 6.472.800  | -       | 6.472.800  |
| Philippines                          | AMC | -          | 5.500.800  | 117.000 | 5.617.800  |
| Ai Cập                               | AMC | -          | 5.138.400  | -       | 5.138.400  |
| Việt Nam                             | AMC | -          | 4.886.400  | -       | 4.886.400  |
| Myanmar                              | AMC | 4.224.000  | -          | -       | 4.224.000  |
| Iran                                 | SFP | -          | 4.216.800  | -       | 4.216.800  |
| Kenya                                | AMC | 4.176.000  | -          | -       | 4.176.000  |
| Uganda                               | AMC | 3.552.000  | -          | -       | 3.552.000  |
| Sudan                                | AMC | 3.396.000  | -          | -       | 3.396.000  |
| Nam Phi                              | SFP | -          | 2.976.000  | 117.000 | 3.093.000  |
| Afghanistan                          | AMC | 3.024.000  | -          | -       | 3.024.000  |
| Hàn Quốc                             | SFP | -          | 2.596.800  | 117.000 | 2.713.800  |
| Colombia                             | SFP | -          | 2.553.600  | 117.000 | 2.670.600  |
| Uzbekistan                           | AMC | 2.640.000  | -          | -       | 2.640.000  |
| Angola                               | AMC | 2.544.000  | -          | -       | 2.544.000  |
| Mozambique                           | AMC | 2.424.000  | -          | -       | 2.424.000  |
| Ghana                                | AMC | 2.412.000  | -          | -       | 2.412.000  |
| Ukraina                              | AMC | -          | 2.215.200  | 117.000 | 2.332.200  |
| Yemen                                | AMC | 2.316.000  | -          | -       | 2.316.000  |
| Argentina                            | SFP | -          | 2.275.200  | -       | 2.275.200  |
| Nepal                                | AMC | 2.256.000  | -          | -       | 2.256.000  |
| Algeria                              | AMC | -          | 2.200.800  | -       | 2.200.800  |
| Cameroon                             | AMC | 2.052.000  | -          | -       | 2.052.000  |
| Bờ Biển Ngà                          | AMC | 2.040.000  | -          | -       | 2.040.000  |
| Iraq                                 | SFP | -          | 2.018.400  | -       | 2.018.400  |
| Cộng hòa Dân chủ Nhân dân Triều Tiên | AMC | 1.992.000  | -          | -       | 1.992.000  |
| Canada                               | SFP | -          | 1.903.200  | -       | 1.903.200  |
| Maroc                                | AMC | -          | 1.881.600  | -       | 1.881.600  |
| Niger                                | AMC | 1.872.000  | -          | -       | 1.872.000  |
| Peru                                 | SFP | -          | 1.653.600  | 117.000 | 1.770.600  |
| Ả Rập Xê Út                          | SFP | -          | 1.747.200  | -       | 1.747.200  |
| Sri Lanka                            | AMC | 1.692.000  | -          | -       | 1.692.000  |
| Malaysia                             | SFP | -          | 1.624.800  | -       | 1,624.800  |
| Burkina Faso                         | AMC | 1.620.000  | -          | -       | 1.620.000  |
| Mali                                 | AMC | 1.572.000  | -          | -       | 1.572.000  |
| Malawi                               | AMC | 1.476.000  | -          | -       | 1.476.000  |
| Zambia                               | AMC | 1.428.000  | -          | -       | 1.428.000  |
| Venezuela                            | SFP | -          | 1.425.600  | -       | 1.425.600  |
| Các nước không phải thành viên LHQ   | N/A | -          | 1.303.200  | -       | 1.303.200  |
| Campuchia                            | AMC | 1.296.000  | -          | -       | 1.296.000  |
| Senegal                              | AMC | 1.296.000  | -          | -       | 1.296.000  |
| Chad                                 | AMC | 1.272.000  | -          | -       | 1.272.000  |
| Somalia                              | AMC | 1.224.000  | -          | -       | 1.224.000  |
| Zimbabwe                             | AMC | 1.152.000  | -          | -       | 1.152.000  |
| Guinea                               | AMC | 1.020.000  | -          | -       | 1.020.000  |
| Syria                                | AMC | 1.020.000  | -          | -       | 1.020.000  |
| Bolivia                              | AMC | 900.000    | -          | 92.430  | 992.430    |
| Chile                                | SFP | -          | 957.600    | -       | 957.600    |
| Benin                                | AMC | 936.000    | -          | -       | 936.000    |
| Rwanda                               | AMC | 996.000    | -          | 102.960 | 893.040    |
| Ecuador                              | SFP | -          | 885.600    | -       | 885.600    |
| Haiti                                | AMC | 876.000    | -          | -       | 876.000    |
| Nam Sudan                            | AMC | 864.000    | -          | -       | 864.000    |
| Guatemala                            | SFP | -          | 847.200    | -       | 847.200    |
| Tajikistan                           | AMC | 732.000    | -          | -       | 732.000    |
| Tunisia                              | AMC | -          | 592.800    | 93.600  | 686.400    |
| Papua New Guinea                     | AMC | 684.000    | -          | -       | 684.000    |
| Togo                                 | AMC | 636.000    | -          | -       | 636.000    |
| Sierra Leone                         | AMC | 612.000    | -          | -       | 612.000    |
| Lào                                  | AMC | 564.000    | -          | -       | 564.000    |
| Cộng hòa Dominica                    | SFP | -          | 542.400    | -       | 542.400    |
| Jordan                               | SFP | -          | 511.200    | -       | 511.200    |
| Azerbaijan                           | SFP | -          | 506.400    | -       | 506.400    |
| Kyrgyzstan                           | AMC | 504.000    | -          | -       | 504.000    |
| Nicaragua                            | AMC | 504.000    | -          | -       | 504.000    |
| Honduras                             | AMC | -          | 496.800    | -       | 496.800    |
| Cộng hòa Congo                       | AMC | 420.000    | -          | -       | 420.000    |
| Liberia                              | AMC | 384.000    | -          | -       | 384.000    |
| El Salvador                          | AMC | -          | 324.000    | 51.480  | 375.480    |
| Cộng hòa Trung Phi                   | AMC | 372.000    | -          | -       | 372.000    |
| Mauritania                           | AMC | 360.000    | -          | -       | 360.000    |
| Paraguay                             | SFP | -          | 357.600    | -       | 357.600    |
| Serbia                               | SFP | -          | 345.600    | -       | 345.600    |
| Libya                                | SFP | -          | 343.200    | -       | 343.200    |
| Liban                                | SFP | -          | 340.800    | -       | 340.800    |
| Singapore                            | SFP | -          | 288.000    | -       | 288.000    |
| Bờ Tây và Gaza                       | AMC | -          | 240.000    | 37.440  | 277.440    |
| Costa Rica                           | SFP | -          | 254.400    | -       | 254.400    |
| Oman                                 | SFP | -          | 254.400    | -       | 254.400    |
| New Zealand                          | SFP | -          | 249.600    | -       | 249.600    |
| Panama                               | SFP | -          | 216.000    | -       | 216.000    |
| Gruzia                               | SFP | -          | 184.800    | 29.250  | 214.050    |
| Mông Cổ                              | AMC | -          | 163.200    | 25.740  | 188.940    |
| Moldova                              | AMC | -          | 156.000    | 24.570  | 180.570    |
| Gambia                               | AMC | 180.000    | -          | -       | 180.000    |
| Bosnia và Herzegovina                | SFP | -          | 153.600    | 23.400  | 177.000    |
| Uruguay                              | SFP | -          | 172.800    | -       | 172.800    |
| Lesotho                              | AMC | 156.000    | -          | -       | 156.000    |
| Armenia                              | SFP | -          | 146.400    | -       | 146.400    |
| Jamaica                              | SFP | -          | 146.400    | -       | 146.400    |
| Guinea                               | AMC | 144.000    | -          | -       | 144.000    |
| Qatar                                | SFP | -          | 144.000    | -       | 144.000    |
| Albania                              | SFP | -          | 141.600    | -       | 141.600    |
| Namibia                              | SFP | -          | 127.200    | -       | 127.200    |
| Botswana                             | SFP | -          | 117.600    | -       | 117.600    |
| Bhutan                               | AMC | 108.000    | -          | 5.850   | 113.850    |
| Cabo Verde                           | AMC | 108.000    | -          | 5.850   | 113.850    |
| Comoros                              | AMC | 108.000    | -          | -       | 108.000    |
| Djibouti                             | AMC | 108.000    | -          | -       | 108.000    |
| Eswatini                             | AMC | 108.000    | -          | -       | 108.000    |
| Quần đảo Solomon                     | AMC | 108.000    | -          | -       | 108.000    |
| Bắc Macedonia                        | SFP | -          | 103.200    | -       | 103.200    |
| Maldives                             | AMC | 108.000    | -          | 5.850   | 102.150    |
| Bahamas                              | SFP | -          | 100.800    | -       | 100.800    |
| Bahrain                              | SFP | -          | 100.800    | -       | 100.800    |
| Barbados                             | SFP | -          | 100.800    | -       | 100.800    |
| Belize                               | SFP | -          | 100.800    | -       | 100.800    |
| Brunei Darussalam                    | SFP | -          | 100.800    | -       | 100.800    |
| Fiji                                 | AMC | -          | 100.800    | -       | 100.800    |
| Guyana                               | AMC | -          | 100.800    | -       | 100.800    |
| Kosovo                               | AMC | -          | 100.800    | -       | 100.800    |
| Mauritius                            | SFP | -          | 100.800    | -       | 100.800    |
| Timor-Leste                          | AMC | -          | 100.800    | -       | 100.800    |
| Trinidad và Tobago                   | SFP | -          | 100.800    | -       | 100.800    |
| Vanuatu                              | AMC | -          | 100.800    | -       | 100.800    |
| Sao Tome và Principe                 | AMC | 96.000     | -          | -       | 96.000     |
| Montenegro                           | SFP | -          | 84.000     | -       | 84.000     |
| Samoa                                | AMC | -          | 79.200     | -       | 79.200     |
| Suriname                             | SFP | -          | 79.200     | -       | 79.200     |
| St. Lucia                            | AMC | -          | 74.400     | -       | 74.400     |
| Kiribati                             | AMC | -          | 48.000     | -       | 48.000     |
| Micronesia                           | AMC | -          | 48.000     | -       | 48.000     |
| Grenada                              | AMC | -          | 45.600     | -       | 45.600     |
| Saint Vincent và Grenadines          | AMC | -          | 45.600     | -       | 45.600     |
| Tonga                                | AMC | -          | 43.200     | -       | 43.200     |
| Antigua và Barbuda                   | SFP | -          | 40.800     | -       | 40.800     |
| Dominica                             | AMC | -          | 28.800     | -       | 28.800     |
| Andorra                              | SFP | -          | 26.400     | -       | 26.400     |
| Quần đảo Marshall                    | AMC | -          | 24.000     | -       | 24.000     |
| St. Kitts và Nevis                   | SFP | -          | 21.600     | -       | 21.600     |
| Monaco                               | SFP | -          | 7.200      | -       | 7.200      |
| Nauru                                | SFP | -          | 7.200      | -       | 7.200      |
| Tuvalu                               | AMC | -          | 4.800      | -       | 4.800      |

## Tham gia (các nước đóng góp)
Nguồn quỹ của COVAX chủ yếu được cung cấp bởi các nước phương Tây giàu có. Tính tới ngày 19 tháng 2 năm 2021, đã có 30 nước ký cam kết với COVAX Facility và cả Liên minh châu Âu.
Mặc dù chủ yếu được tài trợ bởi các chính phủ ("Hỗ trợ Phát triển Chính thức"), chương trình COVAX cũng nhận được nguồn tài trợ từ khối tư nhân và các đóng góp từ thiện khác, và các nước nhận có thể chia sẻ một số chi phí trong sản xuất và vận chuyển vắc-xin.
| Quốc gia/Tổ chức               | Số tiền đóng góp |
| ------------------------------ | ---------------- |
| Hoa Kỳ                         | 2.500            |
| Đức                            | 1.093            |
| Anh Quốc                       | 735              |
| Ủy ban châu Âu                 | 489              |
| Nhật Bản                       | 200              |
| Canada                         | 181              |
| Quỹ Bill & Melinda Gates       | 156              |
| Ả Rập Xê Út                    | 153              |
| Na Uy                          | 141              |
| Pháp                           | 122              |
| Ý                              | 104              |
| Úc                             | 61               |
| Tây Ban Nha                    | 61               |
| Hà Lan                         | 37               |
| Áo                             | 32               |
| Reed Hastings và Patty Quillin | 30               |
| Thụy Điển                      | 24               |
| Quỹ Anonymous                  | 22               |
| Thụy Sỹ                        | 22               |
| Ấn Độ                          | 15               |
| New Zealand                    | 12               |
| Kuwait                         | 10               |
| Qatar                          | 10               |
| Shell                          | 10               |
| Hàn Quốc                       | 10               |
| TikTok                         | 10               |
| Đan Mạch                       | 8                |
| Bỉ                             | 5                |
| Ireland                        | 5                |
| Singapore                      | 5                |
| Wise                           | 5                |
| Soccer Aid                     | 4                |
| Quỹ Thistledown                | 4                |
| Hy Lạp                         | 2                |
| Iceland                        | 2                |
| Colombia                       | 1                |
| KSRelief                       | 1                |
| Luxembourg                     | 1                |
| Mastercard                     | 1                |
| Estonia                        | 0,1              |
| Monaco                         | 0,1              |
| Nikkei, Inc.                   | 1                |
| Medline International          | 0,02             |
| Bhutan                         | 0,01             |
| Tổng cộng                      | 6.268            |

### Liên minh châu Âu
Tính đến  tháng 11 năm 2020, Liên minh châu Âu (EU) cùng các nước thành viên đã cam kết hỗ trợ 870 triệu euro cho COVAX. Ủy ban châu Âu (EC) quyết định đưa gia nhập EU vào chương trình COVAX vào ngày 31 tháng 8 năm 2020 và cam kết hỗ trợ 400 triệu euro, nhưng không nói rõ cách thức chi trả hay các điều khoản đi kèm. EC tiếp tục cam kết hỗ trợ thêm 100 triệu euro nữa cho COVAX từ Quỹ Phát triển châu Âu thông qua một khoản tài trợ cho GAVI vào ngày 12 tháng 11. Một số nước thành viên EU cũng đưa ra những cam kết riêng của mình; Pháp trao tặng thêm 100 triệu euro, Tây Ban Nha tặng 50 triệu euro và Phần Lan thêm 2 triệu euro.
Theo Bộ Ngoại giao Cộng hòa Liên bang Đức, nước này gia nhập COVAX thông qua Liên minh châu Âu và đã cam kết hỗ trợ 300 triệu euro cho việc điều trị COVID-19 tại các nước đang phát triển.

### Anh Quốc
Anh đã cung cấp 548 triệu bảng cho chương trình COVAX. Anh cũng từng là nước đóng góp lớn nhất cho COVAX-AMC trước khi Đức và Hoa Kỳ thay thế vị trí này.

### Hoa Kỳ
Theo chính sách cô lập "Nước Mỹ trên hết", chính quyền Trump vào ngày 1 tháng 9 năm 2020 cho biết Hoa Kỳ sẽ không gia nhập COVAX do sự liên hệ của cơ chế này với WHO, tổ chức mà nước này đã bắt đầu quá trình rút tư cách thành viên kéo dài một năm từ ngày 6 tháng 7 năm 2020.
Sau khi đánh bại Trump trong cuộc bầu cử năm 2020, Joe Biden tuyên bố Hoa Kỳ sẽ ở lại WHO và gia nhập COVAX vào ngày 20 tháng 1 năm 2021. Quyết định đảo ngược chính sách này (được thông báo bởi Anthony Fauci, Cố vấn Y tế trưởng của Tổng thống) được nhiều nước hoanh nghênh. Vào ngày 19 tháng 2, Hoa Kỳ cam kết hỗ trợ 4 tỷ đôla, khoản đóng góp lớn nhất dành cho quỹ này.

### Trung Quốc
Trung Quốc đã tham gia COVAX từ ngày 9 tháng 10 năm 2020. Vào ngày 4 tháng 6 năm 2020, Trung Quốc quyết định tăng khoản đóng góp của mình dành cho GAVI từ 5 triệu đôla trong khoảng 2016-2020 lên 20 triệu đôla trong giai đoạn 2020-2025. Trung Quốc tuyên bố vào ngày 3 tháng 2 năm 2021 rằng nước này sẽ cung cấp 10 triệu liều vắc-xin cho COVAX.